# IFT22
IFT22 (англ. Intraflagellar transport 22) – білок, який кодується однойменним геном, розташованим у людей на 7-й хромосомі. Довжина поліпептидного ланцюга білка становить 185 амінокислот, а молекулярна маса — 20 835.
| 10         |  | 20         |  | 30         |  | 40         |  | 50         |
| ---------- |  | ---------- |  | ---------- |  | ---------- |  | ---------- |
| MLKAKILFVG |  | PCESGKTVLA |  | NFLTESSDIT |  | EYSPTQGVRI |  | LEFENPHVTS |
| NNKGTGCEFE |  | LWDCGGDAKF |  | ESCWPALMKD |  | AHGVVIVFNA |  | DIPSHRKEME |
| MWYSCFVQQP |  | SLQDTQCMLI |  | AHHKPGSGDD |  | KGSLSLSPPL |  | NKLKLVHSNL |
| EDDPEEIRME |  | FIKYLKSIIN |  | SMSESRDREE |  | MSIMT      |  |            |

A: Аланін

C: Цистеїн

D: Аспарагінова кислота

E: Глутамінова кислота

F: Фенілаланін

G: Гліцин

H: Гістидин

I: Ізолейцин

K: Лізин

L: Лейцин

M: Метіонін

N: Аспарагін

P: Пролін

Q: Глутамін

R: Аргінін

S: Серин

T: Треонін

V: Валін

W: Триптофан

Кодований геном білок за функцією належить до фосфопротеїнів. 
Задіяний у такому біологічному процесі, як альтернативний сплайсинг. 
Білок має сайт для зв'язування з нуклеотидами, ГТФ. 
Локалізований у клітинних відростках, війках.